# Велень (Віїшоара, Васлуй)
Велень, Велені (рум. Văleni) — село у повіті Васлуй в Румунії. Входить до складу комуни Віїшоара.
Село розташоване на відстані 255 км на північний схід від Бухареста, 29 км на південь від Васлуя, 88 км на південь від Ясс, 107 км на північ від Галаца.

## Населення
За даними перепису населення 2002 року у селі проживали 194 особи, усі — румуни. Усі жителі села рідною мовою назвали румунську.